# Скала-Подільська (станція)
Скала-Поді́льська — тупикова вантажна залізнична станція 5-го класу Тернопільської дирекції Львівської залізниці на неелектрифікованій лінії Тересин — Скала-Подільська, найближча станція — Тересин (14 км). Розташована в селищі Скала-Подільська Чортківського району Тернопільської області. Пасажирське сполучення по станції не здійснюється.

## Історія
Станція відкрита у 1898 році.